# Geodena disticta
Geodena disticta är en fjärilsart som beskrevs av George Thomas Bethune-Baker 1909. Geodena disticta ingår i släktet Geodena och familjen mätare. Inga underarter finns listade i Catalogue of Life.